# NGC 3628
NGC 3628 è una galassia a spirale visibile nella costellazione del Leone.

Si tratta della terza compagna del Tripletto del Leone, un gruppo di tre galassie molto brillanti che comprende, oltre a questa, le ben note M65 e M66. Questa galassia si presenta come una compagna minore, meno luminosa ma molto estesa, con un lungo fuso luminoso che attraversa tutta la sua lunghezza, ben visibile in un telescopio amatoriale.

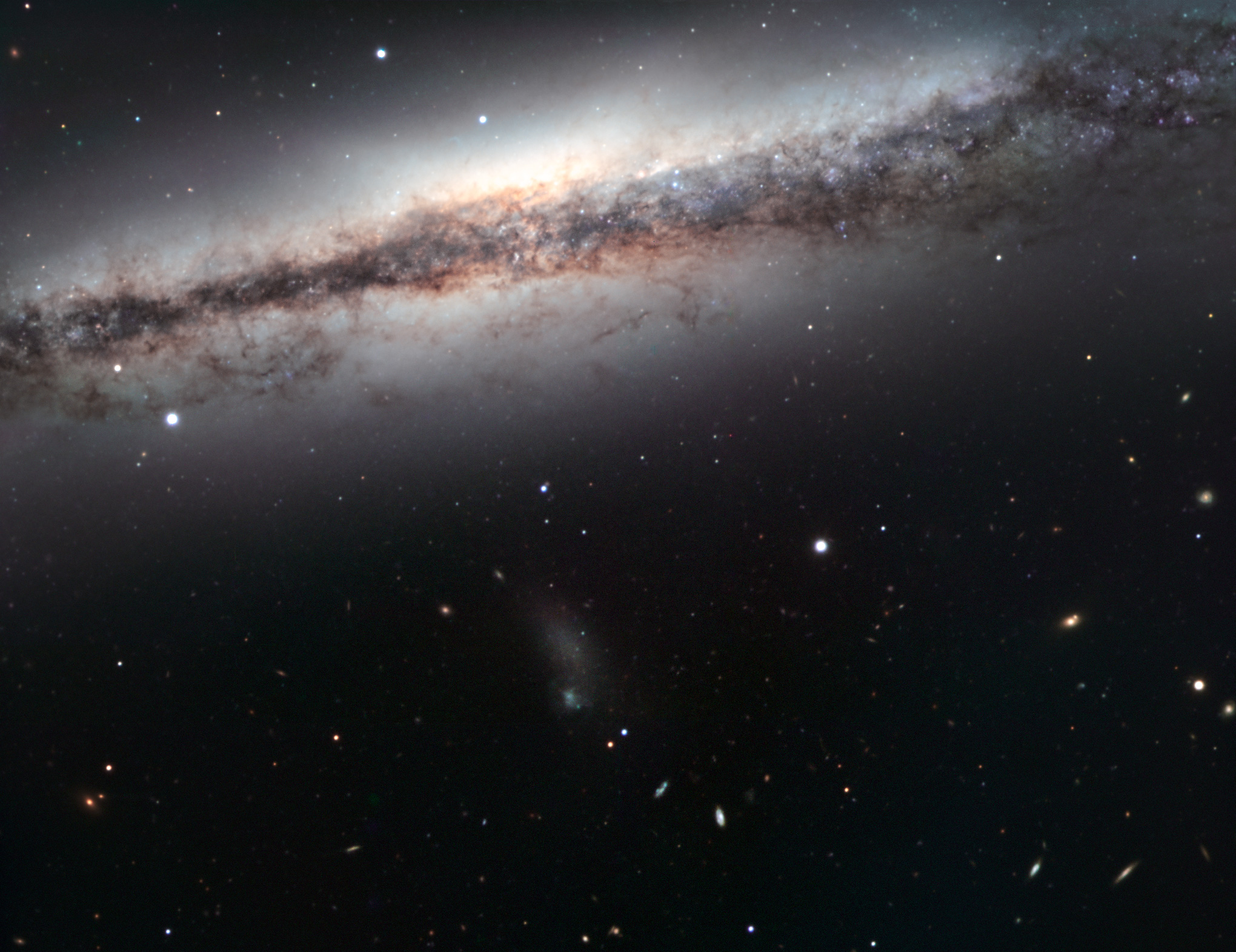
NGC 3628, il componente più "bizzarro" del tripletto del Leone
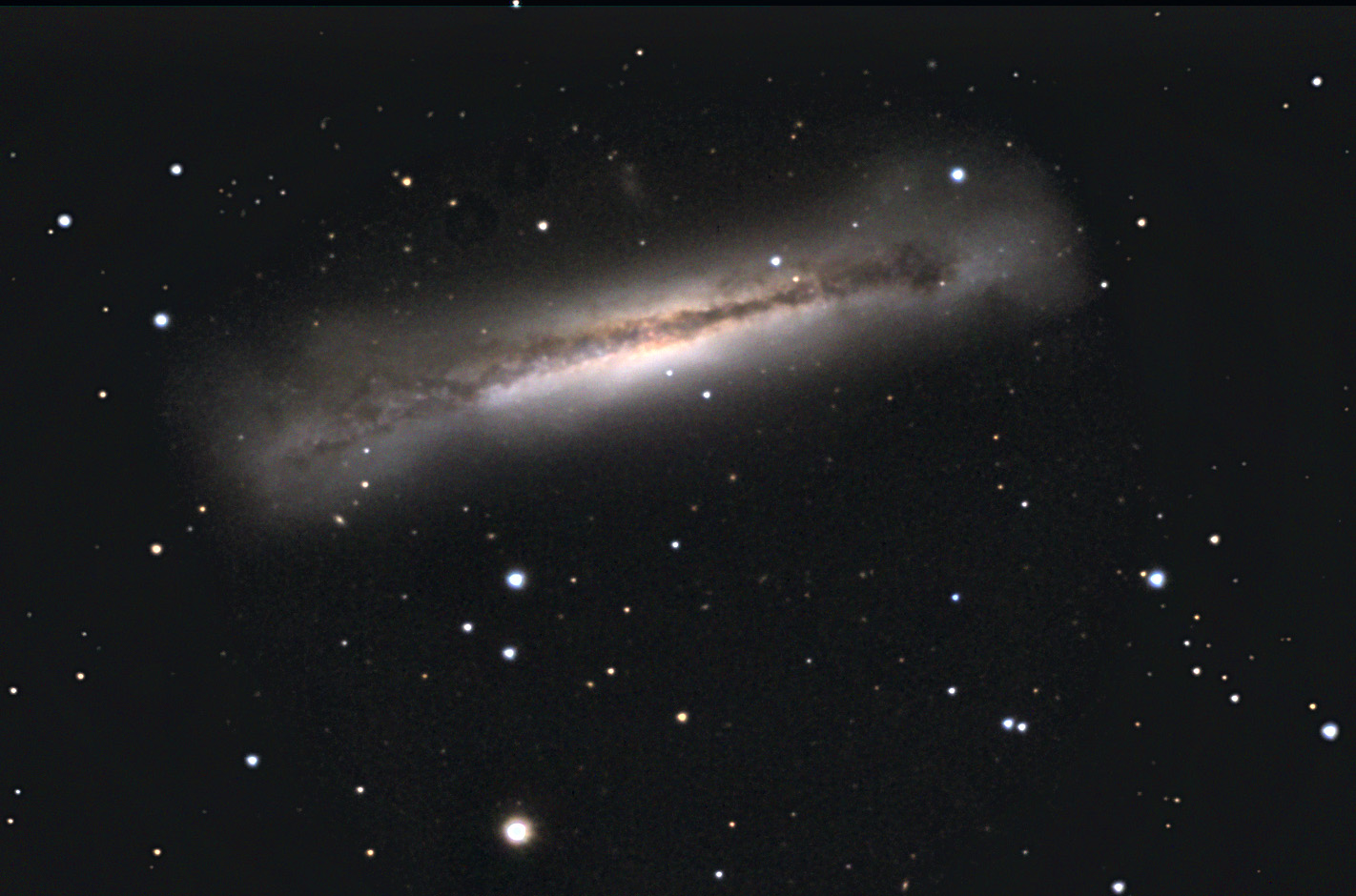
NGC 3628
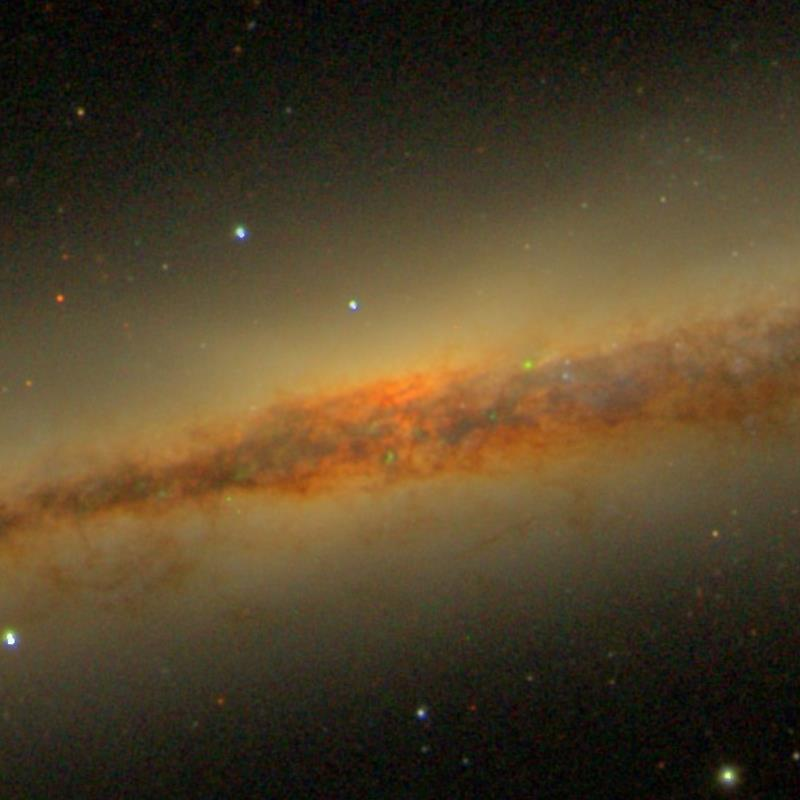
NGC 3628  (SDSS DR14)
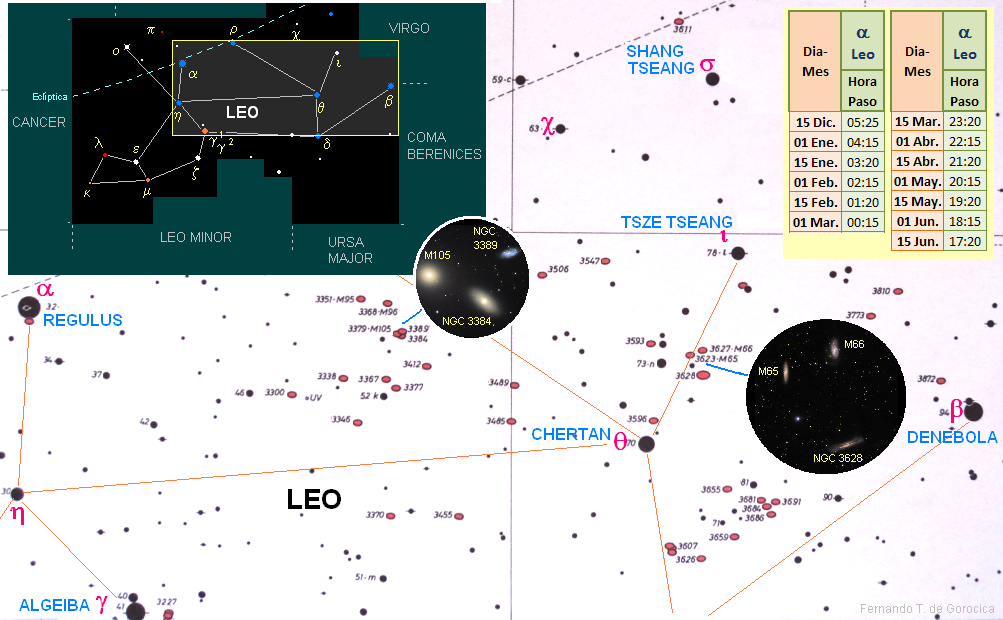
Leo e Regolo